# کوئینزکلیف (ویکتوریا)
کوئینزکلیف (به انگلیسی: Queenscliff) یک شهرک در استرالیا است که در ویکتوریا (استرالیا) واقع شده‌است.